# Månadsmedeltemperatur
Månadsmedeltemperatur är en medeltemperatur under en månad. Vid beräkning beräknar man vanligtvis först alla dagars medeltemperatur och sedan medeltemperaturen av dessa. Meteorologer använder månadsmedeltemperatur för att följa klimatförändringar. 
I tabellen nedan visas varje månads medeltemperatur i Sverige.
|                 | Januari | Februari | Mars  | April | Maj   | Juni  | Juli  | Augusti | September | Oktober | November | December |
| --------------- | ------- | -------- | ----- | ----- | ----- | ----- | ----- | ------- | --------- | ------- | -------- | -------- |
| Mycket varm     | -3 °C   | -2 °C    | 3 °C  | 7 °C  | 14 °C | 18 °C | 20 °C | 17 °C   | 13 °C     | 8 °C    | 3 °C     | -2 °C    |
| Medeltemperatur | -8 °C   | -6 °C    | 0 °C  | 4 °C  | 10 °C | 14 °C | 16 °C | 13 °C   | 10 °C     | 5 °C    | -3 °C    | -6 °C    |
| Mycket kall     | -12 °C  | -10 °C   | -4 °C | -1 °C | 5 °C  | 8 °C  | 12 °C | 10 °C   | 7 °C      | 2 °C    | -7 °C    | -9 °C    |